# Physcia crispa
Physcia crispa är en lavart som beskrevs av Nyl. Physcia crispa ingår i släktet Physcia och familjen Physciaceae.   Inga underarter finns listade i Catalogue of Life.